# 森基夫 (喬爾特基夫區)
49°3′35″N 24°59′48″E / 49.05972°N 24.99667°E
森基夫（羅馬化：Senkiv）是烏克蘭的村落，位於該國西部捷爾諾波爾州，由喬爾特基夫區負責管轄，面積0.89平方公里，海拔高度317米，2007年人口243，人口密度每平方公里272.7人。